# Coferna

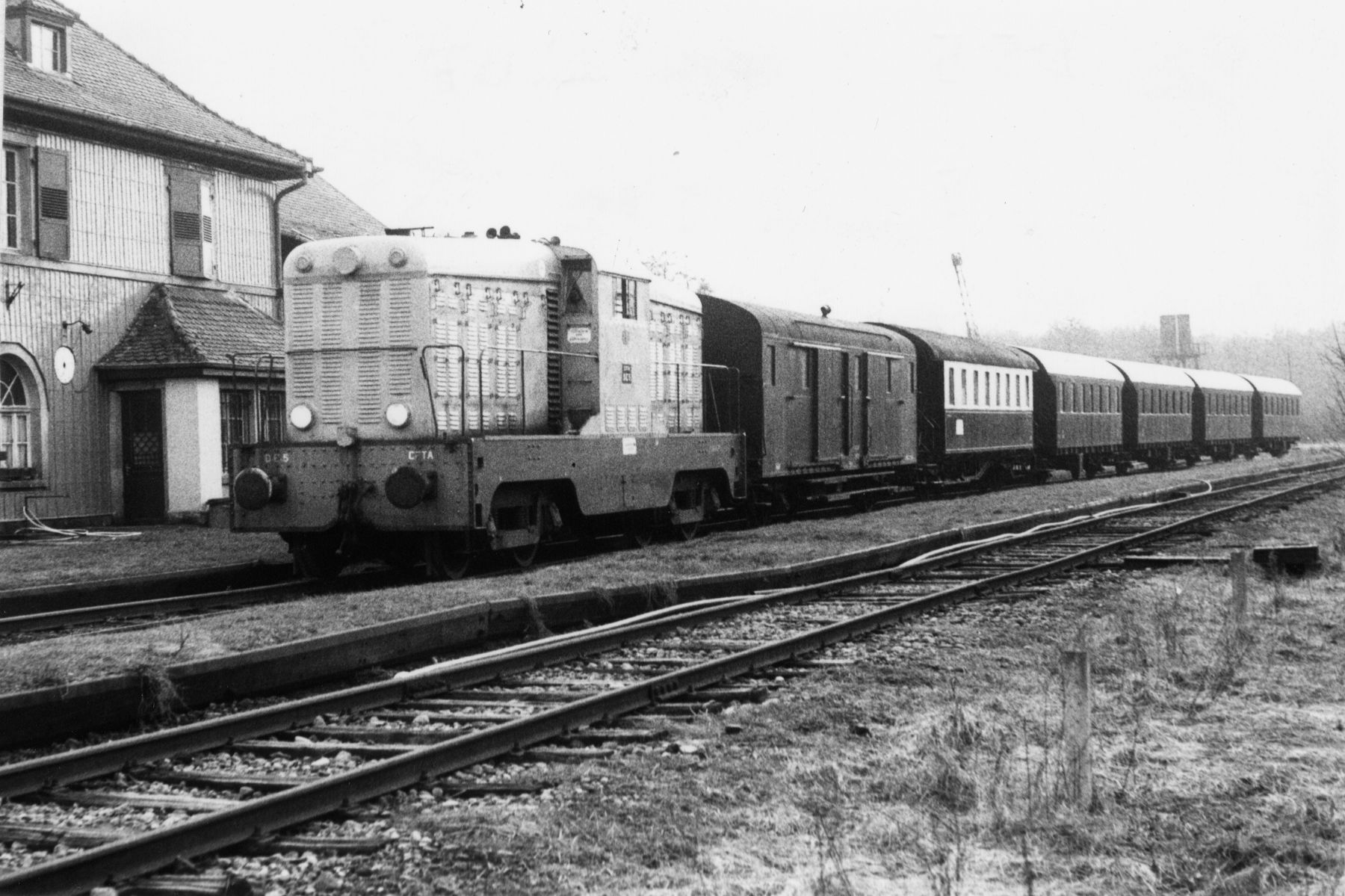
locotracteur Coferna ex chemins de fer de l'Hérault en service sur le chemin de fer de la Doller

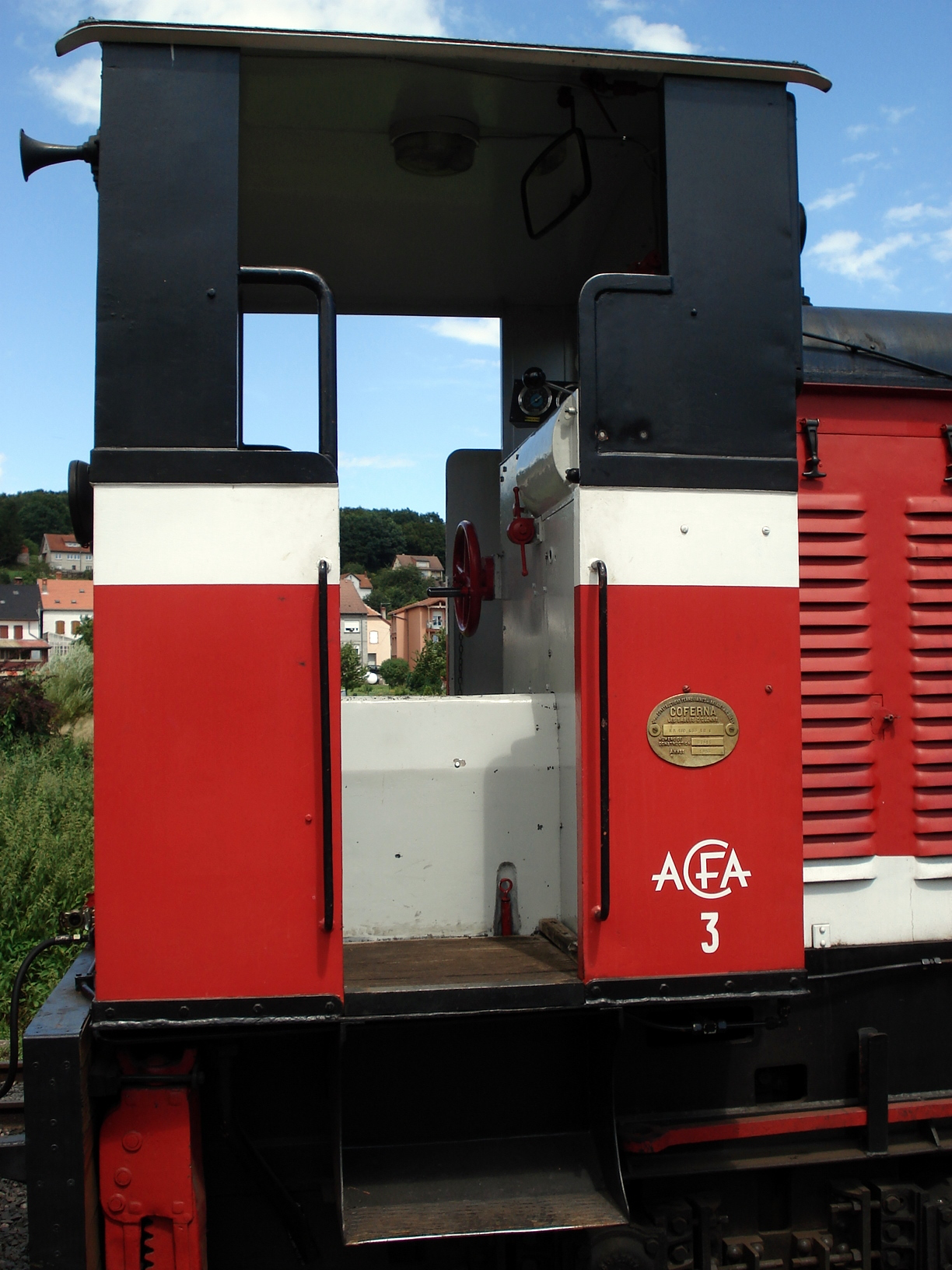
Plaque constructeur sur cabine du tracteur d'Abreschviller, construit en 1953.

Coferna (Constructions ferroviaires et navales de l'Ouest) est le nom d'une société de construction ferroviaire et navale, située aux Sables-d'Olonne dans le département de la Vendée. Elle a existé entre 1945 à 1955.

## Histoire
La société Coferna se substitue à la Société parisienne de Matériel roulant (SPMR). Cette dernière dont les ateliers étaient situés dans le département de la Moselle à Maizières-les-Metz, s'est repliée en 1941 aux Sables d'Olonne.

## Production ferroviaire
Cette entreprise a construit des locotracteurs diésels à partir des stocks de pièce américains, elle a notamment réalisé:
- 6 locomotives Diesel-électriques de type BB série DE-1 à 6 pour les chemins de fer de l'Hérault, 1950, no  27157 à 27162;
- 1 locotracteur à voie métrique modèle VN 360 - THL 24, no  27483, 1952. Construit à l'origine à l'écartement métrique pour les Houillères du bassin d'Aquitaine à Albi. En 1959, après révision, il est muté à Carmaux et adapté à la voie normale. Cédé au Chemin de fer de l'Est de Lyon en juillet 1962, il est revendu en 1965 aux Établissements Pressiat de Lyon. Il est finalement racheté en août 1974 par le Ministère de l'Industrie pour les manœuvres de wagons-citerne au dépôt d'hydrocarbures de Saint-Baussant [2];
- 1 locotracteur pour le Chemin de fer d'Abreschviller[3], no  27517, 1953,
- 6 locotracteurs pour le chemin de fer franco-éthiopien de Djibouti à Addis-Abéba[4] no  10763-1 à 10763-6, 1955,
- 2 locotracteurs pour la Sucrerie Centrale du Santerre (Dompierre). Les locotracteurs sont maintenant au CFCD
- 2 locotracteurs type DH7 pour la SNCF, Y 9003 et 9004, 1948[5].